# Slogs Herred

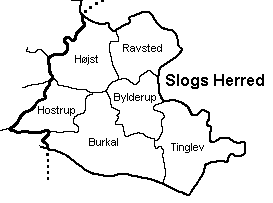
Slogs Herred

Slogs Herred  was een herred in het voormalige Tønder Amt in Denemarken. Oorspronkelijk was het een herred in Sleeswijk. Na 1920 werd het definitief Deens. Na de bestuurlijke reorganisatie in 1970 werd het gebied deel van de provincie Zuid-Jutland.
Slogs was verdeeld in zes parochies.
- Burkal
- Bylderup
- Hostrup
- Højst
- Ravsted
- Tinglev